# Římskokatolická farnost Ostrov nad Oslavou
Římskokatolická farnost Ostrov nad Oslavou je územním společenstvím římských katolíků v rámci žďárského děkanství brněnské diecéze s farním kostelem svatého Jakuba Staršího.

## Historie farnosti
Kostel je v obci připomínán již roku 1370. Po období reformace byl do farnosti uveden opět katolický kněz v roce 1637. Do dnešní podoby byl kostel přestavěn roku 1885. Věž byla postavena roku 1845.

## Duchovní správci
V letech 1942–1943 byl administrátorem farnosti P. František Pařil, v 50. letech popravený v souvislosti s "případem Babice". Sídelního kněze měla farnost do roku 1970. Administrátorem excurrendo je od 1. srpna 2007 R. D. Mgr. František Koukal.

## Bohoslužby
| Kostel                  | Místo              | Bohoslužba (den)     | Hodina                               | Poznámka     |
| ----------------------- | ------------------ | -------------------- | ------------------------------------ | ------------ |
| svatého Jakuba Staršího | Ostrov nad Oslavou | neděle čtvrtek pátek | 8.00 18.00 (zima)/18.30 (léto) 17.30 | farní kostel |

## Aktivity ve farnosti
Dnem vzájemných modliteb farností za bohoslovce a bohoslovců za farnosti brněnské diecéze je 4. březen. Adorační den připadá na nejbližší neděli po 1. červnu.
Ve farnosti se pořádá tříkrálová sbírka. V roce 2016 se při sbírce vybralo v Ostrově 39 008 korun. 